# 시몬 보카네그라

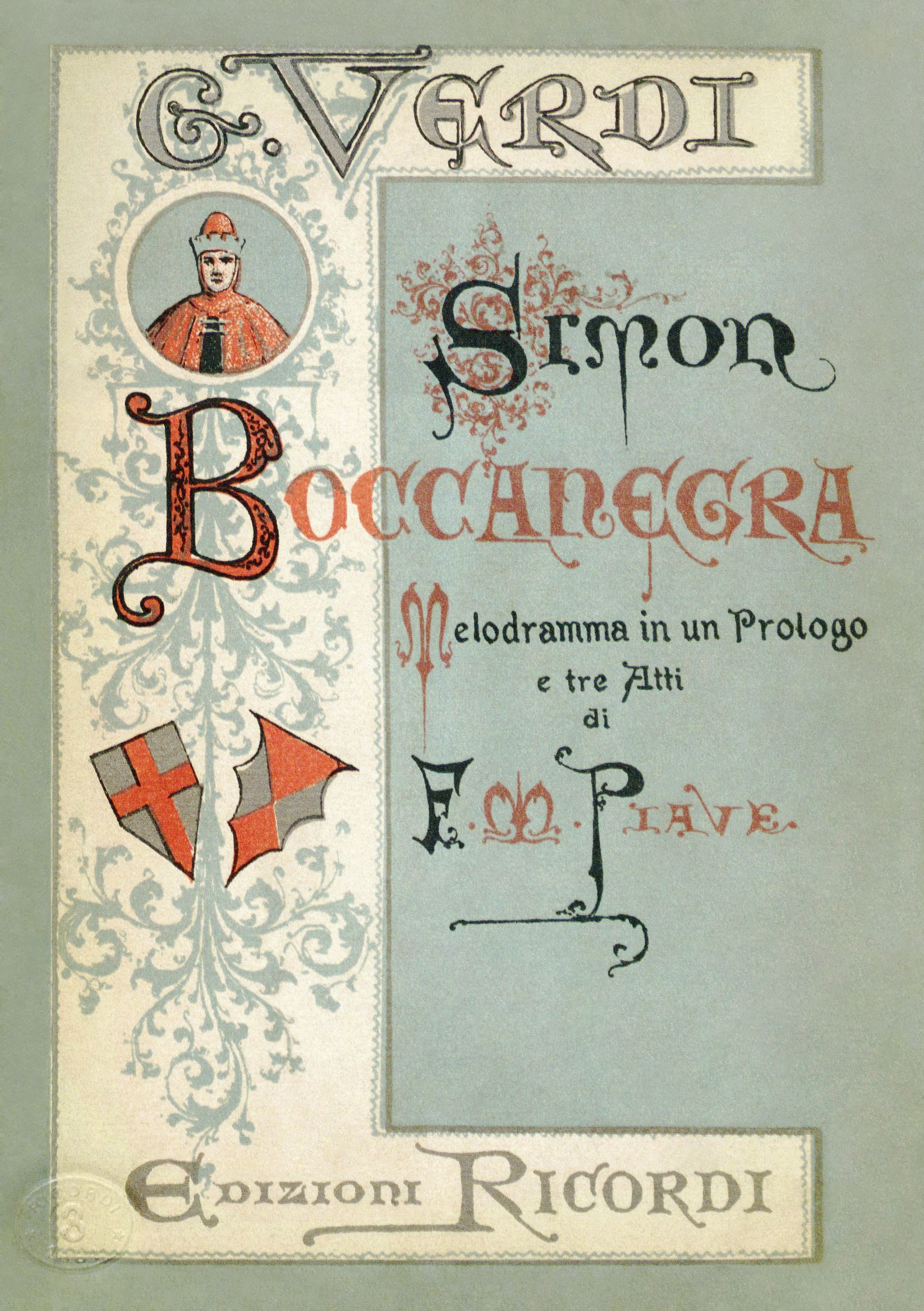

《시몬 보카네그라(이탈리아어: Simon Boccanegra)》는 주세페 베르디가 작곡한 프롤로그가 있는 3막의 오페라이다. 스페인의 극작가 안토니오 가르시아 구티에레츠의 동명의 멜로드라마인 《시몬 보카네그라(스페인어: Simón Bocanegra)》를 기초로, 프란체스코 마리아 피아베가 이탈리아어 대본을 완성하였다. 1857년 3월 12일 베네치아의 라 페니체 극장에서 초연되었다. 아리고 보이토에 의해 대본이 변경된 개정판은 1881년 3월 24일 밀라노의 라 스칼라 극장에서 초연되었다.
《시몬 보카네그라》는 일반 오페라 레퍼토리에 포함되며, 여러 차례 녹음되었다.

## 등장인물
- 주요 배역

시몬 보카네그라, 후에 제노바 총독, 바리톤
마리아 보카네그라, 그의 딸아멜리아 그리말디로 알려짐, 소프라노
야코포 피에스코, 제노바의 귀족, 아멜리아의 할아버지, 후에 안드레아라는 가명을 쓰게됨, 베이스
가브리엘레 아도르노, 제노바의 젊은 귀족, 테너
- 단역 및 기타

파올로 알비아니, 평민파의 두목, 바리톤
피에트로, 평민파의 한 사람이자 가긴, 베이스
Crossbowmen의 장군, 테너
아멜리아의 시녀, 메조소프라노
병사들, 선원들, 사람들, 의원들, 총독관, 죄수들 - 합창

## 줄거리
14세기 초, 중반 제노바

### 프롤로그
- 귀족 피에스코의 궁전 밖

### 1막
- 1장: 25년 후, 제노바 근교의 해안에 있는 그리말디 궁전의 정원
- 2장: 제노바의 총독 궁전의 대회의실

### 2막
- 총독 궁전의 한 방

### 3막
- 궁전

## 유명한 아리아
- "Come in quest'ora bruna" (아멜리아)
- "Il lacerato spirito" (피에스코)
- "Plebe! Patrizi!" (보카네그라)